# 权力真空
權力真空（英文：Power vacuum），在政治學和政治史中是將物理真空與政治狀況進行類比，「當權者失去對某事的控制，而無人取代他們」。當一個政府崩潰、無人繼任或因多種因素而無法治理時，或政府缺乏可識別的中央權力或權威就會出現這種情況。該詞語表示在原有的權力消失時，其他力量就會傾向於「衝進來」填補，這種力量可能是由武裝民兵或叛亂分子、軍事政變、軍閥或獨裁者造成的。當犯罪家族在競爭中變得脆弱時，原先經營的幫派範圍也會有其他的犯罪者近來瓜分；此外公司經營中會看到使用此術語做說明。 
通常國家對於權力的移交，多為世襲或法定方式無論民主或獨裁。而當這些方法無法使用時，例如獨裁統治失敗或爆發內戰，就會出現權力真空，從而引發權力鬥爭，導致政治上的競爭和暴力（通常兩者皆有）。憲政危機過後，因政府大部分官員辭職或被解職，且繼任關係不明朗也可能出現權力真空。若政府直接垮台，也可以用無政府狀態來指稱。而歷經的時間有長有短並不一定。

## 歷史例子
歷史上的例子包括尤里烏斯·凱撒被刺後的後果，俄羅斯沙皇國的動亂時期，普法戰爭中法國的失敗，波菲里奧·迪亞斯之後的墨西哥革命，第一次世界大戰後的俄國內戰，以及蘇伊士危機後英法在中東權力的衰落。

## 當代例子
2003年，當美國領導的多國聯軍在伊拉克戰爭中推翻薩達姆政權時，由於伊拉克反對派力量並未全力與政府軍交戰，因此復興黨被推翻後，並沒有當地人可以立即接替空缺的行政職位，造成了短暫的權力真空。保羅·布雷默被美國政府任命為臨時國家元首，負責監督過渡過程。
權力真空經常發生在失敗國家，有時被稱為脆弱國家，這些國家已失去阻止其公民革命的力量，例如後共產主義摩爾多瓦的德涅斯特河沿岸獨立，和蘇丹持續戰爭便是蘇丹革命後權力真空的一個例子。

## 著解
1. ↑  在有政府但無權力情況即是
2. ↑  例如2010-2011年比利時政府難產
3. ↑  例如美國撤出伊拉克